# Alkanna macrophylla
Alkanna macrophylla là loài thực vật có hoa trong họ Mồ hôi. Loài này được Boiss. & Heldr. mô tả khoa học đầu tiên năm 1849.